# Gerhard-Hanappi-Stadion

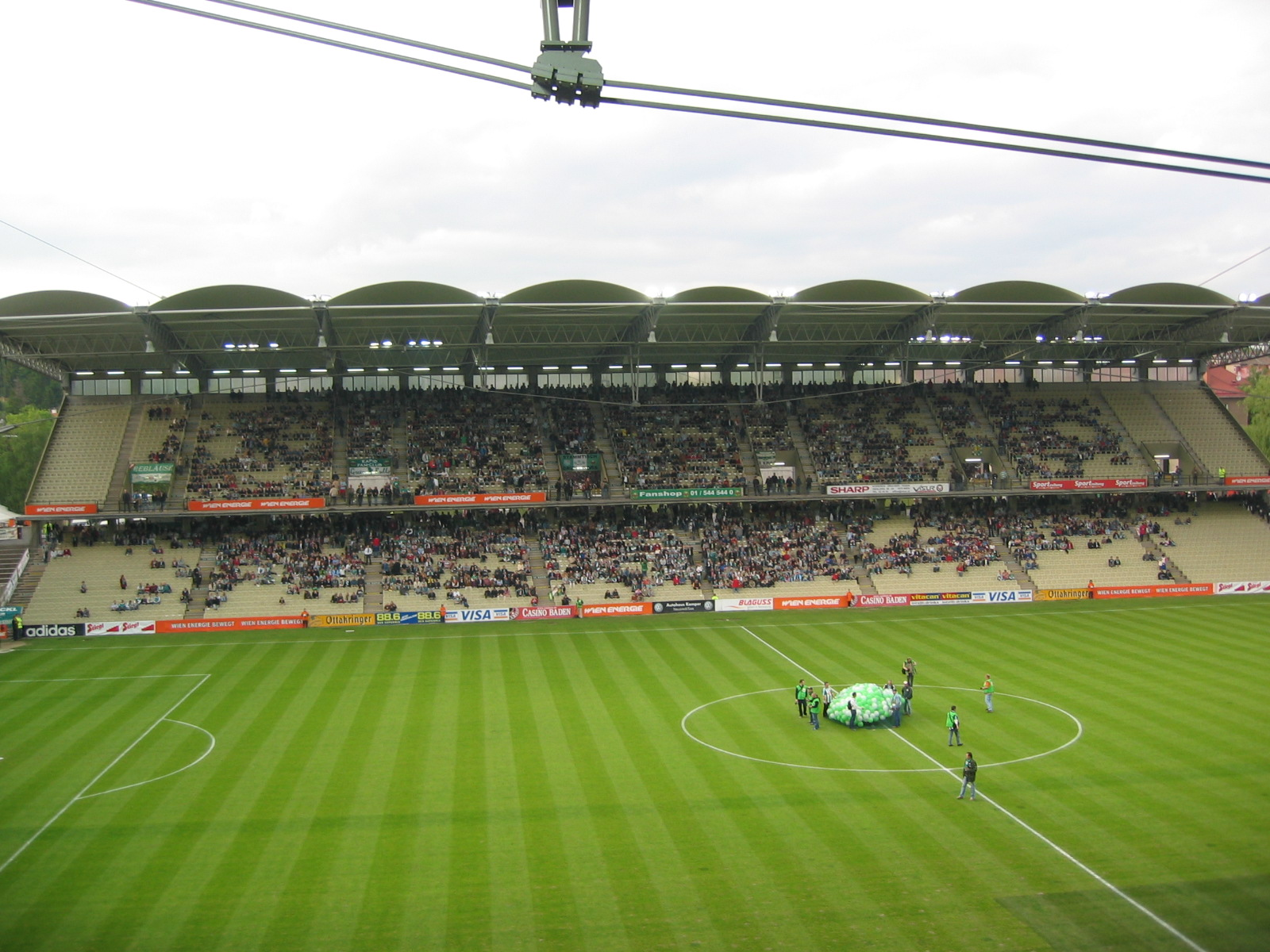

Gerhard-Hanappi-Stadion var en fotbollsarena i Wien i Österrike, som var hemmaarena för Rapid Wien. Arenan invigdes 1977 under namnet Weststadion. Publikkapaciteten var strax under 20 000 åskådare.
Stadion fick sitt namn efter storspelaren Gerhard Hanappi, som spelade i klubben på 1950-talet. Det var Hanappi själv som ritade arenan och den fick namnet efter hans död 1980.
Arenan revs 2014 för att lämna plats för den nya arenan Allianz Stadion.